# Zdeněk Šmíd
Zdeněk Šmíd (17. května 1937 Kdyně – 9. dubna 2011 Seychely) byl český spisovatel, cestovatel, tramp, muzikant a písničkář známý zejména svými humoristickými knihami.

## Život
Vystudoval gymnázium v Domažlicích (1955), ruštinu na pedagogické škole v Plzni (1958) a dějepis a český jazyk na Univerzitě Karlově v Praze (1972). Pracoval jako učitel a středoškolský profesor, v letech 1985–86 jako redaktor Západočeského nakladatelství v Plzni, poté se stal spisovatelem z povolání. Dlouhou dobu žil v Karlových Varech, před úmrtím žil v Praze.
Začátkem sedmdesátých let byl členem hudební skupiny Bochovští Plavci, se kterou se s úspěchem účastnili i sokolovské Porty. Na jejich vystoupeních byly mj. čteny příběhy z lodního deníku, kde byla použita křestní jména členů kapely.
Jeho nejznámějším a čtenářsky nejúspěšnějším dílem se stala již jeho druhá kniha Proč bychom se netopili, aneb vodácký průvodce pro Ofélii, epizodický příběh s řadou vložek o partě vodáků. Pokračování Proč bychom se nepotili, aneb jak se chodí po horách, v němž se tíž hrdinové věnují horské turistice na Slovensku, bylo přijato stejně vřele. Na konci 90. let se Šmíd i zestárlí hrdinové doprovázení novou generací svých dětí pokusili znovu vstoupit do téže řeky v knize Proč bychom se netěšili, aneb jak se držet nad vodou. Osudy hrdinů provází i šest dalších pokračování (s „Proč bychom se…“ v podtitulu) — beletrizovaných cestopisů ze Skandinávie, severní Afriky, střední Ameriky, Německa, Aljašky a Bornea.
Napsal rovněž – zejména po roce 1989 – řadu románů inspirovaných česko-německými vztahy v českém pohraničí před a po druhé světové válce (Lesk a bída Čekání, Trojí čas hor…); román Cejch byl příznivě hodnocen literární kritikou a v roce 2002 v ústeckém Činoherním studiu zdramatizován jako Les divokých sviní, o jedenáct let později pak také v Západočeském divadle v Chebu pod původním názvem Cejch.
Roku 2008 Šmíd spolupracoval na scénáři televizního seriálu Proč bychom se netopili (premiéra 2009) inspirovaného jeho knihami.
Zemřel na jaře 2011 na infarkt myokardu při šnorchlování na Seychelách.

## Dílo
- Sbohem, Dicku, 1977
- Proč bychom se netopili aneb Vodácký průvodce pro Ofélii, 1979 (roku 2008 zpracováno jako televizní seriál Proč bychom se netopili), vyšlo též jako mluvené CD
- Trojí čas hor, 1981
- Strašidla a krásné panny, 1983 – moderní parafráze pověstí z Karlovarska
- Proč bychom se nepotili aneb Jak se chodí po horách, 1984
- Dudáci a vlčí hlavy, 1987 – chodské pohádky a pověsti
- Babinec, 1988 – humoristický román z prostředí střední ekonomické školy pro pracující
- (Nejlepší holka našeho života aneb) Miss Porta, 1988 – romance z prostředí trampských a folkových muzikantů, zejména festivalu Porta
- Jan, černý proutník, 1990
- Předposlední trubadúr, 1991 – parafráze českých pověstí
- Cejch, 1992
- Útok na Vyvolenou, 1995 (napsáno v 80. letech) – společenskosatirický vědeckofantastický román
- Bombarda Joe, 1996 – dvě humoristickodobrodružné novely Skin s useknutou hlavou a Poklad mrtvých strážců
- Proč bychom se netěšili aneb Jak se držet nad vodou, 1998
- S kytarou v Antarktidě, 1998
- Mé staré dobré Vary aneb Váš žoviální průvodce pitím i žitím, 1999
- Za písní Severu aneb Proč bychom se neztratili, 2000
- Bubny Berberů aneb Proč bychom se nesušili, 2001
- Lesk a bída Čekání, 2001
- Jak jsme se nedali aneb Kapitoly z dějin národního úpění, 2002 – humorné převyprávění českých dějin
- Jak se mají Mayové aneb Proč bychom se neděsili, 2004
- Otava, Putování po řece, 2005
- Dlouhé noci Vikingů aneb Vraťte nám rabiáty, 2006
- Pohádky pro dobrodruhy, 2007
- Expedice k Čechožroutům aneb Proč bychom se nepobili, 2007
- Jak nabalit plavou dívku, 2008
- Lužnice, 2008
- Proč bychom se nepřiznali aneb jak to bylo doopravdy, 2009
- Starci na Aljašce aneb proč bychom se nezmrazili, 2009
- Mže / Berounka, 2010
- O pokroku od boku aneb Jak se zdokonalujeme, 2011
- Tanec lovců lebek aneb Proč bychom se nevrátili, 2011